# Passiflora foetida
Espèce
Classification phylogénétique
Synonymes
- Dysosmia foetida (L.) M. Roem.
- Dysosmia hircina Sweet ex M. Roem.
- Dysosmia polyadena (Vell.) M. Roem.
- Granadilla foetida (L.) Gaertn.
- Passiflora baraquiniana Lem.
- Passiflora foetida var. balansae Chodat
- Passiflora foetida var. ciliata (Aiton) Mast.
- Passiflora foetida var. galapagensis Killip
- Passiflora foetida var. gardneri Killip
- Passiflora foetida var. gossypiifolia (Ham.) Mast.
- Passiflora foetida var. hastata (Bertol.) Mast.
- Passiflora foetida var. hirsuta Mast.
- Passiflora foetida var. hirsutissima Killip
- Passiflora foetida var. hispida (DC. ex Triana & Planch.) Killip ex Gleason
- Passiflora foetida var. isthmia Killip
- Passiflora foetida var. lanuginosa Killip
- Passiflora foetida var. maxonii Killip
- Passiflora foetida var. mayarum Killip
- Passiflora foetida var. salvadorensis Killip
- Passiflora foetida var. sericea Chodat & Hassl.
- Passiflora foetida var. subpalmata Killip
- Passiflora gossypiifolia Ham.
- Passiflora hibiscifolia var. velutina Fenzl ex J. Jacq.
- Passiflora hirsuta Lodd.
- Passiflora hispida DC. ex Triana & Planch.
- Passiflora nigelliflora Hook.
- Passiflora polyadena Vell.
- Passiflora variegata Mill.
- Passiflora vesicaria L.
- Tripsilina foetida (L.) Raf.[1]

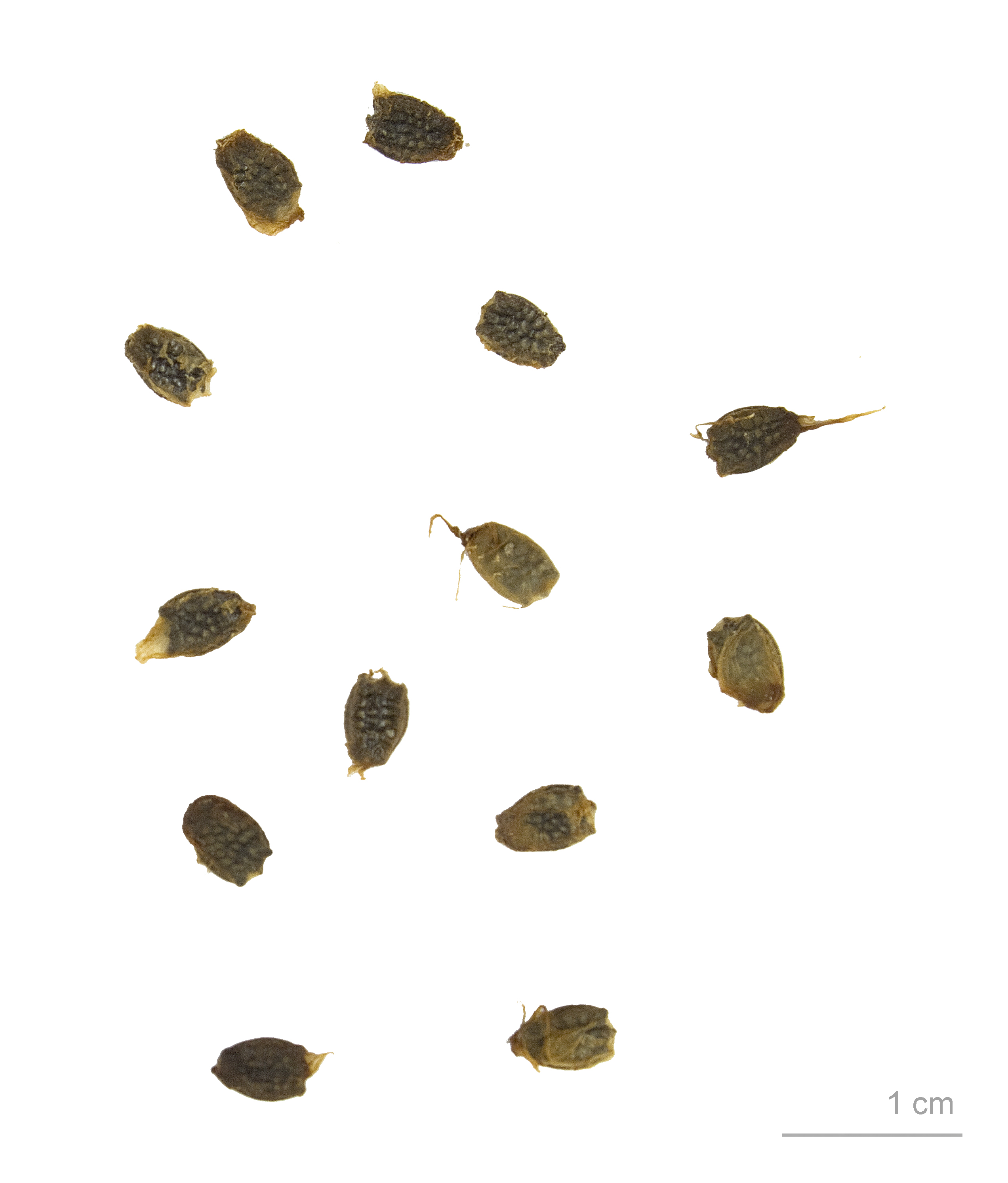
Passiflora foetida au Muséum de Toulouse.

Passiflora foetida, la passiflore fétide, est une espèce de plantes à fleurs de la famille des Passifloraceae. C'est une liane herbacée originaire des zones tropicales et subtropicales d'Amérique. Elle s'est répandue maintenant partout sous les tropiques où elle peut devenir une adventice des cultures.
Connue aux Antilles sous les noms de marigouya (Marie-goujat), Maribouya, bonbon koulèv (bonbon couleuvre), Pòm lyann kolan, Tok mol, Kopou, Kokiann alors qu'à La Réunion, on la dénomme poc-poc, passiflore poc-poc, marie-goujat, grenadille-caméléon, pomme liane collant, Running pop (en anglais) ou Bejuco canastilla (en Colombie).

## Taxons infra-spécifiques
Passiflora foetida recouvre un vaste complexe spécifique très polymorphe et a été divisée en 37 variétés par Killip en plus de P. foetida. Citons notamment :
- Passiflora foetida var. foetida
- Passiflora foetida var. gossypiifolia (Desv. ex Ham.) Mast.
- Passiflora foetida var. moritziana (Planch.) Killip - taxon protégé en Guyane[5],[6],[7]
- Passiflora foetida var. hispida (DC. ex Triana & Planch.) Killip ex Gleason
- Passiflora foetida var. orinocensis Killip[8]

## Description
Passiflora foetida est une plante herbacée annuelle, parfois pérenne, rampante ou grimpante par ses vrilles. Elle est entièrement couverte de poils verts puis bruns, terminés par une glande visqueuse responsable de son odeur désagréable.
Les feuilles alternes, portent des stipules profondément fendus en divisions filiformes ou même pinnatisequées, les divisions terminées par des poils glandulaires, la base formant un demi-cercle sur la tige. Le pétiole mesurant jusqu'à 6 cm de long, porte des poils glanduleux. Le limbe, de forme très variable (mais uniforme sur une même plante), mesure 1,5–15 × 1,3–12 cm, (subentré à) 3 ou 5 lobés, à base généralement cordée. La face inférieure pubescente porte des nectaires dans la partie distale et quelques poils glanduleux. La marge est ciliée.
La fleur solitaire de 2–6 cm de diamètre, blanche, bleue, violacée ou rose, opposée à une vrille, comporte :
- 1 pédoncule solitaire, atteignant jusqu'à 6 cm de long
- 1 pédicelle long de 1–2 mm
- 3 bractées, involucrées, 2–4-pinnatifides ou pinnatisequées, avec des segments filiformes à extrémité glandulaire collantes
- 5 sépales ovales-oblongs, ovatélancéolés ou lancéolés-elliptiques, avec une cornicule sous l'apex
- 5 pétales pétales presque aussi longs que les sépales, spatulés à oblancéolés
- une couronne de filaments formée de 2 séries externes d'environ 1 cm (et 3 séries internes plus petites, longs de 1–2 mm), de couleur blanc et pourpre bleuté
- une colonne (l'androgynophore) de 5-7 mm, portant l'androcée et le gynécée :
  - 5 étamines terminés par des anthères tournés vers le bas
  - 1 ovaire ellipsoïde, surmonté de 3 (ou 4) styles

Les fleurs s’épanouissent le matin et se ferme le soir, puis se fanent rapidement.
Le fruit est une baie jaune, orange à rouge orangé, globuleuse à ovoïde, de 1,5-4 cm de diamètre, à péricarpe fin, souvent cassant, contenant de nombreuses graines. Elle renferme une pulpe translucide de saveur parfumée, non acidulée, comestible,.

## Écologie
Les passiflores sont toutes originaires d'Amérique. Le domaine de celle-ci s'étend du sud des États-Unis, à travers les Caraïbes et l'Amérique centrale jusqu'au Pérou et à l'Argentine.
Elle s'est maintenant naturalisée dans les zones tropicales d'Afrique, du Pakistan, de l'Inde, Shri Lanka, d'Asie du Sud-Est, de Chine et des îles du Pacifique.
C'est une adventice des cultures tropicales. Elle est plantée entre les pieds de patates douces en Nouvelle Guinée pour concurrencer la graminée Imperata cylindrica.
Cette rudérale pousse dans les haies, autour des décombres, sur le bord des routes, les rives des rivières. Elle apprécie particulièrement les végétations ouvertes, herbeuses et prolifère dans les zones perturbées, du niveau de la mer jusqu'à 2000 m d'altitude,. Elle préfère les sols humides mais tolère des conditions arides.

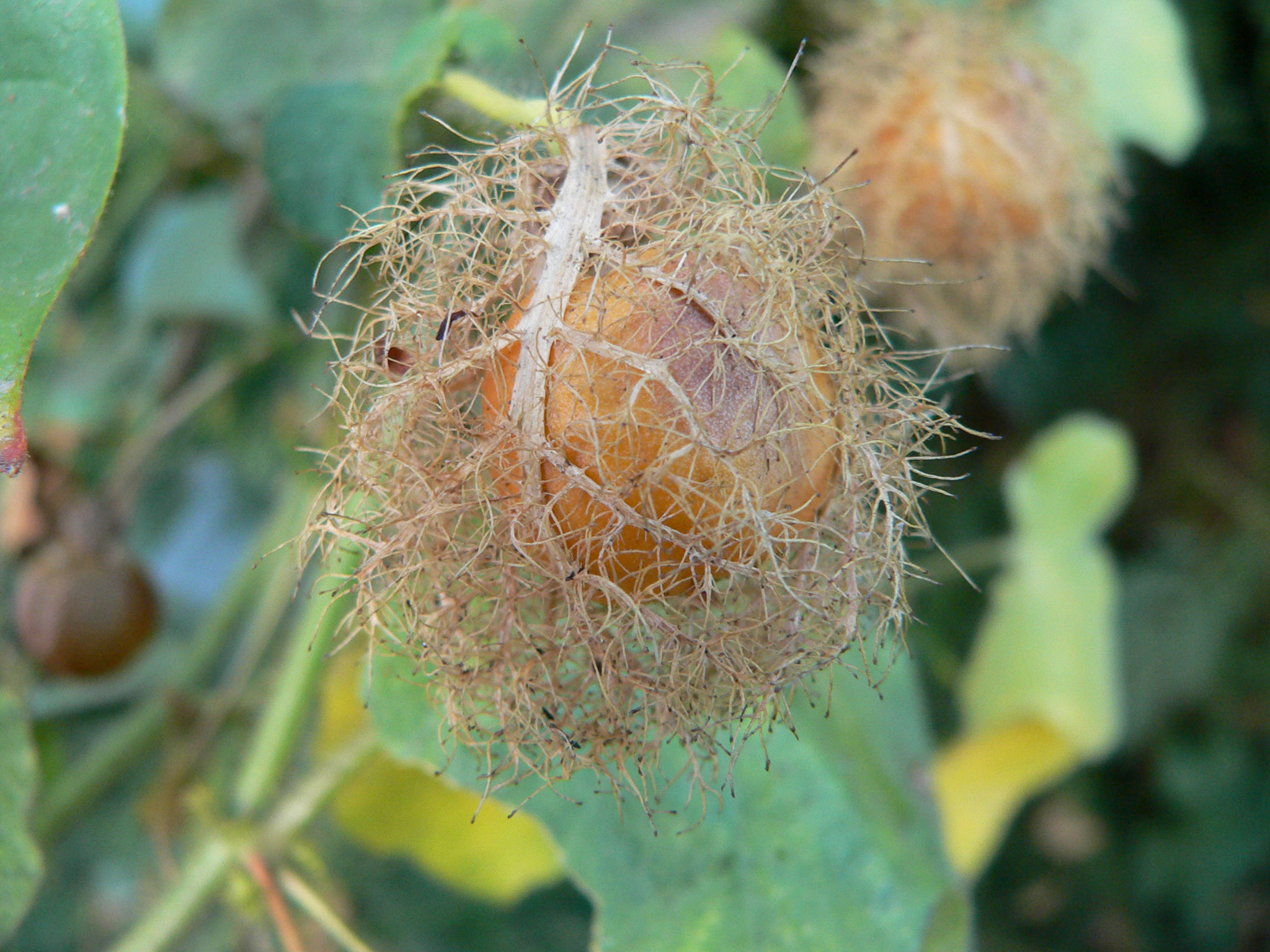
Fruit entouré des bractées

Passiflora foetida est capable de prendre au piège dans les filets collants de ses bractées des insectes (homoptera, hymenoptera, diptera). Les bractées sont couvertes de petites glandes produisant une sécrétion collante ayant une activité peptidase et phosphatase acide, deux enzymes que l'on trouve dans les pièges des plantes carnivores. Il n'est cependant pas établi clairement si la plante tire de la nourriture de ses proies. On la considère donc plutôt comme une protocarnivore.

## Composition
Les phytoconstituents majeurs contiennent des alcaloïdes, phénols, des hétérosides de flavonoïdes et des composés cyanogènes.
- Flavonoïdes[14]

Pachypodol, 7,4'-dimethoxyapigénine, ermanine, chrysoeriol, apigénine, vitexine, isovitexine, luteolin-7-glucoside, kaempférol
- Glucoside cyanogènes

Tétraphylline A et B, sulfate de tétraphylline B, déidacline, volkenine
Le catabolisme normal des hétérosides cyanogènes conduit à la libération d'acide cyanhydrique qui est aussitôt converti en asparagine
.
- Acides gras

acide linoléique et acide linolénique
- alpha-pyrones nommées passifloricines

## Utilisations
Les fruits comestibles présentent une odeur et un goût musqués, mais sont néanmoins appréciés des enfants.
- Ethnopharmacologie

Au Brésil, la passiflore fétide est utilisée sous forme de lotion et d'emplâtre pour traiter l'érysipèle et les dermatoses inflammatoires.
Les feuilles ont été utilisées en infusion pour traiter l'hystérie et l'insomnie au Nigéria. En Inde où la plante est largement cultivée, les feuilles sont appliquées sur la tête pour les vertiges et les maux de tête. La décoction est prescrite pour l'asthme. A La Réunion, les feuilles sont considérées comme emménagogues et prescrites dans l'hystérie.
Dans les petites Antilles, elle est utilisée pour traiter l'anxiété et les troubles du sommeil, les douleurs ales, les maux d'estomac et diarrhées, la toux et les maux de gorge et enfin les affections cutanées (plaies, démangeaisons).